# ノッポさんの英語塾
ノッポさんの英語塾（ノッポさんのえいごじゅく）は、1994年8月1日から8月27日までNHK教育テレビジョンで放送されていたテレビ番組。

## 概要
中学生向け英語番組。1994年度の『夏のテレビクラブ』および『冬のテレビクラブ』で放送。ノッポさんが一言も日本語を使わず、ネイティブのアメリカ人と日常生活で使う英会話表現を学んでいく、聞き取りを重視した英会話番組。

## 放送時間
- 1994年8月1日 - 8月27日（本放送・24回）
  - 月 - 土曜日10:15-10:30
- 1994年12月19日 - 1995年1月6日（再放送・15回）
  - 月 - 土曜日11:45-12:00

## 出演者
- ノッポさん - 高見映
- ブライアン・ペック
- エマリー・マンドル

## スタッフ
- 構成 - 長崎武昭

## 放送リスト
| 回 | タイトル                              | 初回放送日    |
| -- | ------------------------------------- | ------------- |
| 1  | 聞きとれなければトコトン聞くべし!     | 1994年8月1日  |
| 2  | 黙っていると面倒なことに…             | 1994年8月2日  |
| 3  | いくつになっても迷子は怖い            | 1994年8月3日  |
| 4  | 聞き上手は買い物上手                  | 1994年8月4日  |
| 5  | 意志の伝達が一番の薬です              | 1994年8月5日  |
| 6  | 繰り返しは進歩の母 1                  | 1994年8月6日  |
| 7  | デートのアポは電話でOK!               | 1994年8月8日  |
| 8  | 気楽が一番                            | 1994年8月9日  |
| 9  | 困った時はマネして乗り切れ            | 1994年8月10日 |
| 10 | 君はノッポな親善大使                  | 1994年8月11日 |
| 11 | 遊びは楽しくルールは厳しく            | 1994年8月12日 |
| 12 | 繰り返しは進歩の母 2                  | 1994年8月13日 |
| 13 | 英語で数学、一挙両得                  | 1994年8月15日 |
| 14 | では、Hは何を表している?              | 1994年8月16日 |
| 15 | 地図を見ながら世界一周                | 1994年8月17日 |
| 16 | エマリーの料理教室                    | 1994年8月18日 |
| 17 | 雨ってザァザァ降らないの?             | 1994年8月19日 |
| 18 | 繰り返しは進歩の母 3                  | 1994年8月20日 |
| 19 | シェイクスピアか、民話か?それが問題だ | 1994年8月22日 |
| 20 | 慣れない作業にてんてこ舞い            | 1994年8月23日 |
| 21 | 表情豊かに大きな声で                  | 1994年8月24日 |
| 22 | 音楽もついてムードは満点              | 1994年8月25日 |
| 23 | ノッポさんの英語劇 1                  | 1994年8月26日 |
| 24 | ノッポさんの英語劇 2                  | 1994年8月27日 |